# Plumularia irregularis
Plumularia irregularis är en nässeldjursart som beskrevs av John Fraser 1948. Plumularia irregularis ingår i släktet Plumularia och familjen Plumulariidae. Inga underarter finns listade i Catalogue of Life.